# Комисуроктомија
Комисуроктомија је хируршки рез комисуре у телу, као што је онај који се прави у срцу на ивицама комисуре коју формирају срчани залисци, или онај у мозгу за лечење одређених психијатријских поремећаја.
Пацијенти са склеродермом, болешћу која задебљава и очвршћава кожу, понекад захтевају оралну комисуротомију да би се отворили углови уста, комисуре, како би се омогућило лечење зуба. Ова процедура често оставља карактеристичне ожиљке.

## У срчаним залисцима
Комисуротомија срчаних залистака назива се валвулотомија и састоји се од прављења једног или више резова на ивицама комисуре формираних између два или три залиска, како би се ублажила констрикција каква се јавља код стенозе залистака, посебно стенозе митралне валвуле.

## У неурохирургији
У неурохирургији, као лечење тешке епилепсије, жуљевито тело, или област мозга која повезује две хемисфере, била би потпуно подељена на пола. Елиминацијом везе између две хемисфере пацијентовог мозга, електрична комуникација би била прекинута, што би у великој мери смањило количину и тежину епилептичких напада. За неке би напади били потпуно елиминисани.
Иако није примећен никакав утицај на понашање након извршене комисуроктомије на мајмунима, она има посебне ефекте на људску перцепцију. Различите функције сазнања су претежно лоциране на једној од хемисфера. На пример, Брокаова зона, кључнa за формирање реченица, код већине људи се налази у левој хемисфери вентрално у односу на моторни кортекс лица. Лева хемисфера се назива хемисфера која „говори“, а десна „тиха“. Комисуроктомија спречава да било који сензорни инпут у тихој хемисфери стигне до хемисфере која говори. Пошто се лево видно поље обрађује у десној хемисфери, особа са комисуроктомијом није у стању да опише предмете на левој страни, јер хемисфера која "говори" није видела ништа. Чини се као да особа уопште ништа није видела, а ни њему то не смета. Може се показати да стимулуси на десној хемисфери, на пример, дају емоционални одговор, али због пресеченог жуљевог тела, особа не може да вербализује.